# Die heldenhaften Reiter
Die heldenhaften Reiter (Les héros cavaliers) ist eine zwischen 1986 und 1997 erschienene frankobelgische Comicserie.

## Handlung
Britannien ist von den römischen Soldaten verlassen worden und steht schutzlos barbarischen Überfällen gegenüber. Zu dieser Zeit lebt der junge Kern Ab Efrog mit seiner Mutter auf einem Bauernhof. Durch die Begegnung mit Merlin erhält er den Namen Perceval und wird in das Gefolge von König Artus und seiner Tafelrunde aufgenommen.

## Hintergrund
Patrick Cothias schrieb die Mittelalterserie, die historische Ereignisse mit der Sage um König Artus vermischt. Die ersten zwei Episoden zeichnete Michel Rouge. Der Zeichner der letzten vier Geschichten war Philippe Tarral. Die Serie erschien 1986 in Vécu. Glénat gab die Alben heraus. Im deutschen Sprachraum veröffentlichte Feest die ersten zwei Episoden.

## Albenausgaben
- 1986: Perceval (Perd-cheval, 46 Seiten)
- 1988: Der grosse Bär (La grand ourse, 46 Seiten)
- 1993: Mark de Cornwall (47 Seiten)
- 1994: L’esprit de vermine (46 Seiten)
- 1996: Blanche fleur (46 Seiten)
- 1997: La faim des illusions (43 Seiten)